# Kazimierz Lichtenstein

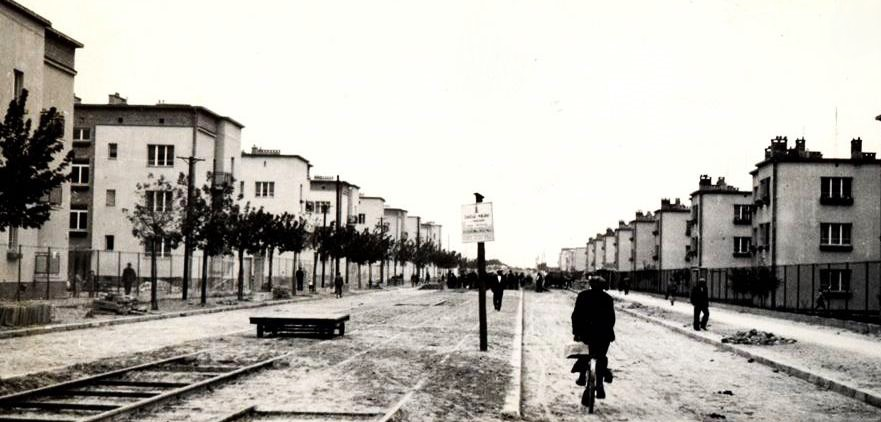
Osiedle TOR w Warszawie, ok. 1938

Kazimierz Ludwik Lichtenstein (ur. 1906, zm. 11 sierpnia 1985 w Oksfordzie) – polski architekt i projektant wnętrz.

## Życiorys
Ukończył studia na Wydziale Architektury Politechniki Warszawskiej. W 1935 uzyskał dyplom inżyniera architekta. Następnie podjął pracę w wyuczonym zawodzie. M.in. zaprojektował wnętrza szeregu luksusowych sklepów w śródmieściu Warszawy.
Należał do Stowarzyszenia Architektów Rzeczypospolitej Polskiej (SARP). Był członkiem Oddziału Warszawskiego. W kadencji 1936–1937 zasiadał w Zarządzie Okręgowym SARP.
Oprócz pracy zawodowej zajmował się także publicystyką branżową. Swoje artykuły zamieszczał w takich czasopismach jak „Architektura i Budownictwo” i „Wnętrze”.
W okresie II wojny światowej znajdował się w Wielkiej Brytanii. Wobec zniszczeń wojennych, jakim uległa stolica Polski, razem z gronem przebywających w Anglii polskich architektów i urbanistów uczestniczył w pracach nad „Szkicowym planem zabudowania Warszawy”. Powstały w latach 1945–1946 tzw. „Plan londyński” nigdy – nawet we fragmentach – nie został wykorzystany przez władzę ludową.
Po zakończeniu wojny nie wrócił do kraju. Pozostał w Wielkiej Brytanii na stałe. Osiadł w Oksfordzie. W 1949 otrzymał obywatelstwo brytyjskie.
Po śmierci spoczął na Wolvercote Cemetery w Oksfordzie.

### Małżeństwo
W Wielkiej Brytanii poślubił Patricię Margaret z d. Simpson (1917–1989).

## Dokonania
- Osiedle TOR (Towarzystwo Osiedli Robotniczych) w Warszawie na Kole (1935–1937) – współautorzy: Roman Piotrowski (projektant generalny), Aleksander Brzozowski i Zdzisław Henryk Szulc[8]

### Konkursy
- Projekt szkicowy oddziału PKO w Poznaniu (1934) – współautor: Tadeusz Ruttié (III nagroda)

## Uwaga
1. ↑  Portal SARP – Pamięci architektów polskich – jako dzień śmierci Kazimierza Lichtensteina podaje 10 sierpnia. Natomiast na nagrobku widnieje data: 11 sierpnia[1].